# Lytopeplus compactus
Lytopeplus compactus là một loài bọ cánh cứng trong họ Cerylonidae. Loài này được Sharp miêu tả khoa học năm 1895.